# دونالد توماس
دونالد توماس (بالإنجليزية: Donald A. Thomas)‏ (و. 1955  م) هو رائد فضاء، وأستاذ جامعي أمريكي، ولد في كليفلاند، أوهايو.

## التعليم
تعلم في جامعة كورنيل، وجامعة كيس وسترن ريسرف، وكلية الهندسة في جامعة كورنويل.

## ريادة الفضاء
شارك في المهمات الفضائية:
- STS-65[3]
- STS-70[3]
- STS-83[3]
- STS-94.[3]